# نورثروب إن-9 إم
نورثروب إن-9 إم (بالإنجليزية: Northrop N-9M)‏ هي طائرة تجريبية بمحركين أنتجت في 1942 بالولايات المتحدة. من صناعة شركة نورثروب. كان أول طيران لها في 27 ديسمبر 1942 . صنع منها 4 طائرة.